# Centro di Documentazione Ebraica Contemporanea
El Centro di Documentazione Ebraica Contemporanea – CDEC (Centro de documentación de la historia judía) es un instituto independiente en Milán (Italia), donde se documentan y archivan acontecimientos históricos y culturales de la población judía-italiana.
Este centro de documentación fue fundado en 1995 bajo la iniciativa de judíos jóvenes en Italia (Federazione Giovanile Ebraica Italiana). Según la constitución del instituto en 1957, se trabaja y archiva de manera objetiva escritos antisemitas y documentos que prueban la resistencia de los judíos.
Desde 1986 trabajan archivistas e investigadores, sin recibir pago, en la fundación Centro di Documentazione Ebraica Contemporanea. 
El centro de documentación histórica es una organización de aprendizaje e investigación, que contiene diferentes departamentos dividido en intereses:
- Biblioteca
- Videoteca
- Archivo histórico
- documentación de daños
- didáctico del holocausto

Especialmente el archivo histórico, que trabaja en conjunto con fundaciones internacionales como el instituto Yad Vashem en Jerusalén, es de gran importancia para el mutuo reconocimiento de las naciones.

## Literatura
- Roberto Bassi, Ricordo di Massimo Adolfo Vitale. Dal Comitato Ricerche Deportati Ebrei al Centro di Documentazione Ebraica Contemporanea, en "La rassegna mensile di Israel", v. XLV, n. 1-3 (enero-marzo de 1979), pp. 8-21
- Klaus Voigt, Das Centro di Documentazione Ebraica Contemporanea in Mailand, en "Zibaldone. Zeitschrift für italienische Kultur der Gegenwart" (Zibaldone. Periódico para la cultura italiana de la actualidad), n. 22, 1996, pp. 51-62
- Michele Sarfatti, La Fondazione Centro di Documentazione Ebraica Contemporanea, en Fondazione Centro di Documentazione Ebraica Contemporanea, Funzioni dei Centri di storia e cultura ebraica nella società contemporanea. 3. Febrero de 1997, Michele Sarfatti, Librificio-Proedi Editor, Mailand 1998, pp. 45-50